# Ebertshausen
Ebertshausen ist eine Ortsgemeinde im Rhein-Lahn-Kreis in Rheinland-Pfalz. Sie gehört der Verbandsgemeinde Aar-Einrich an.

## Geographie
Der Ort liegt im westlichen Hintertaunus in der Landschaft des Einrich, bei Katzenelnbogen. Höchste Erhebung bei Berghausen ist der Ergenstein mit 420 Metern über NN.
Nachbarorte sind Klingelbach (südwestlich) und Schönborn (nördlich).

## Geschichte
Ebertshausen wurde im Jahre 1150 unter dem Namen Ebrethishusen erstmals urkundlich erwähnt. Bis 1479 war der Ort im Besitz der Grafen von Katzenelnbogen. Es gelangte dann durch Erbschaft an Hessen-Kassel. Seit 1806 gehörte der Ort zum Herzogtum Nassau. 1825 wurde die Grundherrschaft in Ebertshausen vom damaligen Besitzer, dem Hospital Gronau, verkauft und ging in Privatbesitz über. 1866 wurde Nassau nach dem verlorenen Preußisch-Österreichischen Krieg und mit ihm Ebertshausen von Preußen annektiert. Seit 1946 ist Ebertshausen Teil des Landes Rheinland-Pfalz. 1972 kam es im Zuge einer Verwaltungsreform zur Bildung der Verbandsgemeinde Katzenelnbogen, der die Ortsgemeinde Ebertshausen bis 2019 angehörte und die dann in der Verbandsgemeinde Aar-Einrich aufging.
Bevölkerungsentwicklung
Die Entwicklung der Einwohnerzahl von Ebertshausen, die Werte von 1871 bis 1987 beruhen auf Volkszählungen:
| Jahr | Einwohner |
| 1815 | 70        |
| 1835 | 85        |
| 1871 | 136       |
| 1905 | 126       |
| 1939 | 121       |
| 1950 | 138       |

| Jahr | Einwohner |
| 1961 | 117       |
| 1970 | 110       |
| 1987 | 119       |
| 1997 | 136       |
| 2005 | 131       |
| 2023 | 130       |

## Politik

### Gemeinderat
Der Gemeinderat in Ebertshausen besteht aus sechs Ratsmitgliedern, die bei der Kommunalwahl am 9. Juni 2024 in einer Mehrheitswahl gewählt wurden, und der ehrenamtlichen Ortsbürgermeisterin als Vorsitzender.

### Bürgermeister
Gabriele Fischer-Mania wurde am 16. August 2024 Ortsbürgermeisterin von Ebertshausen. Bei der Direktwahl am 9. Juni 2024 war sie als einzige Bewerberin mit einem Stimmenanteil von 92,0 % für fünf Jahre gewählt worden.
Fischer-Manias Vorgänger Günter Stricker hatte das Amt, welches er früher schon einmal für zehn Jahre ausübte, 2019 erneut übernommen. Bei der Direktwahl am 26. Mai 2019 war er mit einem Stimmenanteil von 70,11 % gewählt worden und damit Nachfolger von Michael Fischer.

### Wappen
| Wappen von Ebertshausen |
| Wappenbegründung: Das Wappen übernimmt die Katzenelnbogener Farben Rot und Gold. Es zeigt im oberen Teil drei für Ebertshäuser Gehöfte typische Hausformen. Im unteren Teil finden sich Ähren als Zeichen für ein Bauerndorf und eine Wolfsangel als typisches Hauszeichen. |

## Persönlichkeiten
- Johann Jakob Gemmer (1826–1907), Landwirt und Mitglied des Provinziallandtages der Provinz Hessen-Nassau